# NOBODY IS PERFECT
『NOBODY IS PERFECT』（ノーバディ イズ パーフェクト）は、布袋寅泰の19枚目のシングル。

## 概要
1999年5月12日に東芝EMIから発売された。
前作『バンビーナ』に続き連続リリースだが、曲自体は本作が先に完成していた。

## 収録曲
| 全作曲・編曲: 布袋寅泰。 |                                |           |            |      |
| #                        | タイトル                       | 作詞      | 作曲・編曲 | 時間 |
| 1.                       | 「NOBODY IS PERFECT」          | 布袋寅泰  | 布袋寅泰   | 5:08 |
| 2.                       | 「NOBODY IS PERFECT ROCK MIX」 | 布袋寅泰  | 布袋寅泰   | 4:39 |
| 3.                       | 「SLASH! CLASH! FLASH!」       | 森雪之丞  | 布袋寅泰   | 4:11 |
| 4.                       | 「NOBODY IS PERFECT」          |           | 布袋寅泰   | 5:07 |
| 合計時間:                | 合計時間:                      | 合計時間: | 19:05      |      |

## 曲解説
1. NOBODY IS PERFECT
TBS系ドラマ東芝日曜劇場「グッドニュース」主題歌。
マイケル・ケイメンがストリングスの編曲・指揮を手掛けた。
中野裕之がPV監督を担当、撮影は北海道の野付半島にて行われた。
2. NOBODY IS PERFECT ROCK MIX
3. SLASH! CLASH! FLASH!
本曲の歌詞に出てくる“瞳を閉じて 青空を見ろ”という一節は、1997年リリース、布袋プロデュースによる森雪之丞のシングル『悪魔にされた天使』収録の楽曲タイトル、そして森本人の公式サイト名である。
4. NOBODY IS PERFECT INSTRUMENTAL

## 収録アルバム

### NOBODY IS PERFECT
- ベスト『GREATEST HITS 1990-1999』（1999年6月23日）
- ライブ『TONIGHT I'M YOURS』（2000年1月26日）
- オムニバス『SUNDAY BOX ドラマソング・コレクション』（2002年12月11日）

### SLASH! CLASH! FLASH!
- ベスト『B-SIDE RENDEZ-VOUS』（2000年1月26日）